# Dieter Ruckhaberle
Dieter Ruckhaberle (* 20. Juli 1938 in Stuttgart; † 10. Mai 2018 in Berlin) war ein deutscher Maler und Museumsdirektor. Von 1977 bis 1993 war er Gründungsmitglied und Direktor der Staatlichen Kunsthalle Berlin. Des Weiteren war er Mitbegründer des Neuen Berliner Kunstvereins (NBK) und der Neuen Gesellschaft für bildende Kunst (nGbK) sowie Mitbegründer der IG Medien. Ruckhaberle prägte mit seinen kulturpolitischen Aktivitäten und Ausstellungen die Berliner Kunstlandschaft. Seit 2019 gibt es den Dieter-Ruckhaberle-Förderpreis, der an das künstlerische Erbe Ruckhaberles erinnern soll, eine Initiative des Künstlerhofs Frohnau und des Kunstamts Berlin-Reinickendorf.

## Leben
Ruckhaberle studierte ab 1958 an der Staatlichen Akademie der Bildenden Künste Stuttgart Malerei und Grafik bei Manfred Henninger. Ab 1962 setzte er sein Studium bei Max Kaus an der Hochschule der Künste Berlin fort. Als Gründer der Freien Galerie 1963 in der Kurfürstenstraße (Berlin-Tiergarten) stellte er Künstler wie Horst Antes und Georg Baselitz aus. 1964 erhielt er den Preis des Deutschen Kritikerverbandes. 1968 veranstaltete Ruckhaberle während der 4. documenta eine Alternativ-Ausstellung politisch engagierter Kunst. 1969 war er Gründungsmitglied des Neuen Berliner Kunstvereins (NBK) und der Neuen Gesellschaft für bildende Kunst (nGbK).
Er war Mitbegründer der IG Medien, der Kulturwerk- und Bildungswerk-GmbH des Berufsverbands Bildender Künstler*innen Berlins, der Druckwerkstatt im Künstlerhaus Bethanien, der Bildhauerwerkstatt des BBK, des Berliner Kulturrats und des Bundeskulturrats. Ab 1973 gehörte Ruckhaberle dem ersten gewählten Bundesvorstand des neu gegründeten Bundesverbandes Bildender Künstlerinnen und Künstler (BBK) als Beisitzer an. Als Leiter des Kunstamts Kreuzberg beteiligte sich Ruckhaberle an der Rettung des Martin-Gropius-Baus, dessen Abriss aufgrund der Zerstörungen im Zweiten Weltkrieg erwogen wurde.
Von 1977 bis 1993 war Ruckhaberle Direktor der Staatlichen Kunsthalle Berlin im Bikini-Haus, organisierte Ausstellungen von Christian Schad (1980), die Fernand-Léger-Retrospektive (1980), Robert Rauschenberg (1980), Kurt Mühlenhaupt (1981), Klaus Vogelgesang (1982), Karlheinz Biederbick und Christa Biederbick (1982), Gernot Bubenik (1985), Hans Jürgen Diehl (1985), Jacobo Borges (1987), Peter Sorge (1987), Ulrich Baehr (1988), Hans Baluschek (1991) und Heike Ruschmeyer (1993) und war Herausgeber zahlreicher Ausstellungskataloge.
Anschließend war er zwei Jahre Leiter des Künstlerhofes Buch. Ruckhaberle engagierte sich als Leiter von Künstler-Workshops in São Paulo, Rio de Janeiro, Maceió und João Pessoa. Als künstlerisch-wissenschaftlicher Mitarbeiter des Museumspädagogischen Dienstes Berlin arbeitete er u. a. bis 2003 mit dem Max-Delbrück-Centrum für Molekulare Medizin (MDC) zusammen.
Zeit seines Lebens war Dieter Ruckhaberle ein Fürsprecher der Künstler, der sich nicht nur für ihre Kunst interessierte, sondern auch für ihre gesellschaftliche Anerkennung und ihre Lebensbedingungen. 1998 gründete und leitete er den Künstlerhof in Berlin-Frohnau, wo er lebte und sich verstärkt auf seine Ursprünge, die Malerei, besann. Ruckhaberle verstarb am 10. Mai 2018 an den Folgen einer Krebserkrankung. Er war mit Gisela Ruckhaberle, geborene Ulmann, verheiratet. Aus der Ehe ging eine Tochter hervor.

## Werk
Ab 1962 entstanden großformatige Bilderzyklen, Porträts und Landschaften, wobei sich Ruckhaberle in seinem Kunstschaffen nie ausschließlich auf gegenständliche oder abstrakte Malerei festlegte. Typische Arbeiten sind das Triptychon In memoriam Karl Hofer (1965, Privatbesitz), Schlafende (1987, Privatbesitz) und Farbschichten Blau aus dem Jahr 2015. Er unterhielt Ateliers im Künstlerhof Frohnau, in Bondorf bei Herrenberg und an seinem zweiten Wohnort Brasilien in João Pessoa.
Ruckhaberles Arbeiten wurden in Dauerausstellungen im Rathaus Schöneberg (1993–2003) und am Max-Delbrück-Centrum für Molekulare Medizin (1995–2003) gezeigt. Im Februar 2019 wurde eine von Heike Ruschmeyer kuratierte erste Retrospektive seiner Arbeiten im Kunstamt Reinickendorf eröffnet.

### Werkdokumentation (Auswahl)
- Dieter Ruckhaberle. Der Maler. Arbeiten aus den Jahren 1961–2017. Mit Texten von Katrin Schultze-Berndt, Cornelia Gerner, Matthias Reichelt, Akbar Behkalam, Gerhard Pfennig, Karl Hofer, Dieter Ruckhaberle, Gottfried Sello, Eduard Mörike. Museum Reinickendorf, Berlin 2019.

## Arbeiten in öffentlichen Sammlungen
- Kulturministerium Baden-Württemberg
- Galerie der Stadt Stuttgart
- Berlinische Galerie, Berlin
- Ludwig Forum für Internationale Kunst, Aachen

## Schriften (Auswahl)
- Warum die „Anti-Dokumenta“ nicht stattfindet. Dokumentiert als Beispiel für Repression im kulturellen Bereich. Selbstverlag, Kassel 1968.
- Faschismus. Renzo Vespignani. Elefanten-Press, Berlin 1976.
- (Redaktion), Weimarer Republik. Herausgegeben vom Kunstamt Kreuzberg und dem Institut für Theaterwissenschaft der Universität Köln. Elefanten-Press, Berlin 1977.
- Theorie & Praxis. Frölich & Kaufmann, Berlin 1982, ISBN 978-3-88725-101-7.